# Chen Jingrun
Chen Jingrun (en chino tradicional, 陳景潤; en chino simplificado, 陈景润; pinyin, Chén Jǐngrùn; Wade-Giles, Ch'en Ching-jun, 22 de mayo de 1933 - 19 de marzo de 1996) fue un matemático chino que hizo importantes contribuciones a la teoría de números.

## Vida personal
Chen fue el tercer hijo de una familia numerosa de Fuzhou, Fujian, China. Su padre era cartero. Chen Jingrun se graduó del Departamento de Matemáticas de la Universidad de Xiamen en 1953. Su asesor en la Academia China de las Ciencias fue Hua Luogeng.

## Investigación
Su trabajo sobre los números primos gemelos, el problema de Waring, la conjetura de Goldbach y la conjetura de Legendre condujo al progreso de la teoría analítica de números. En un artículo de 1966 demostró lo que ahora se llama el teorema de Chen: cada número par suficientemente grande puede ser escrito como la suma de un número primo y un semiprimo (el producto de dos primos), por ejemplo: 100 = 23 + 7 · 11.  A pesar de ser perseguido durante la Revolución Cultural, en la cual fue humillado e intentó suicidarse, amplió su demostración en la década de 1970.

## Homenajes

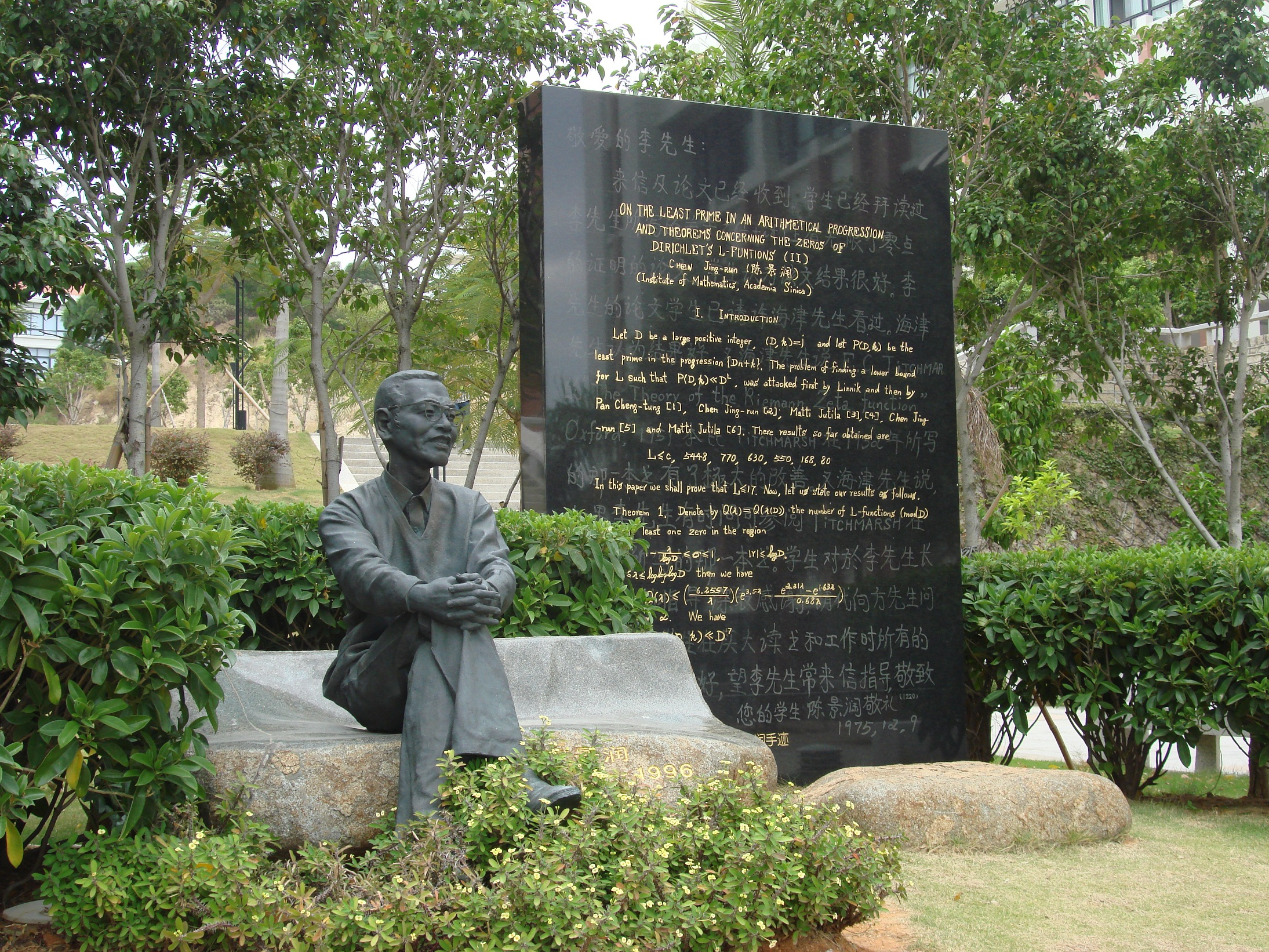
Estatua de Chen en la Universidad de Xiamen

El asteroide 7681 Chenjingrun lleva su nombre.
En 1999, China emitió un sello postal de 80 céntimos denominado El mejor resultado de la conjetura de Goldbach, con una silueta de Chen y la desigualdad:
{\displaystyle P_{x}(1,2)\geq {\frac {0.67xC_{x}}{(\log x)^{2}}}.}
Varias estatuas en China han sido construidas en memoria de Chen. En la Universidad de Xiamen, los nombres de Chen y de otros cuatro matemáticos (Peter Gustav Lejeune Dirichlet, Matti Jutila, Yuri Linnik y Pan Chengdong) están inscritos en una lápida de mármol detrás de la estatua de Chen.